# Forgószárnyas légijárművek
A forgószárnyas légijárművek olyan levegőnél nehezebb légi járművek, melyeknél a felhajtóerőt többé-kevésbé függőleges tengelyű forgószárnyak biztosítják. A közös tengelyre szerelt forgószárnyakat rotornak nevezik.
Leggyakoribb típusa a meghajtott rotorral ellátott helikopter, de ide tartozik a nem meghajtott rotorral működő autogíró és a vegyes szerkezetű, hajtott légcsavaros és hajtott rotoros konvertiplán.
Az ornitopter sem a fix, sem a forgószárnyas légijárművek közé nem tartozik.

## Korai helikopter történelem

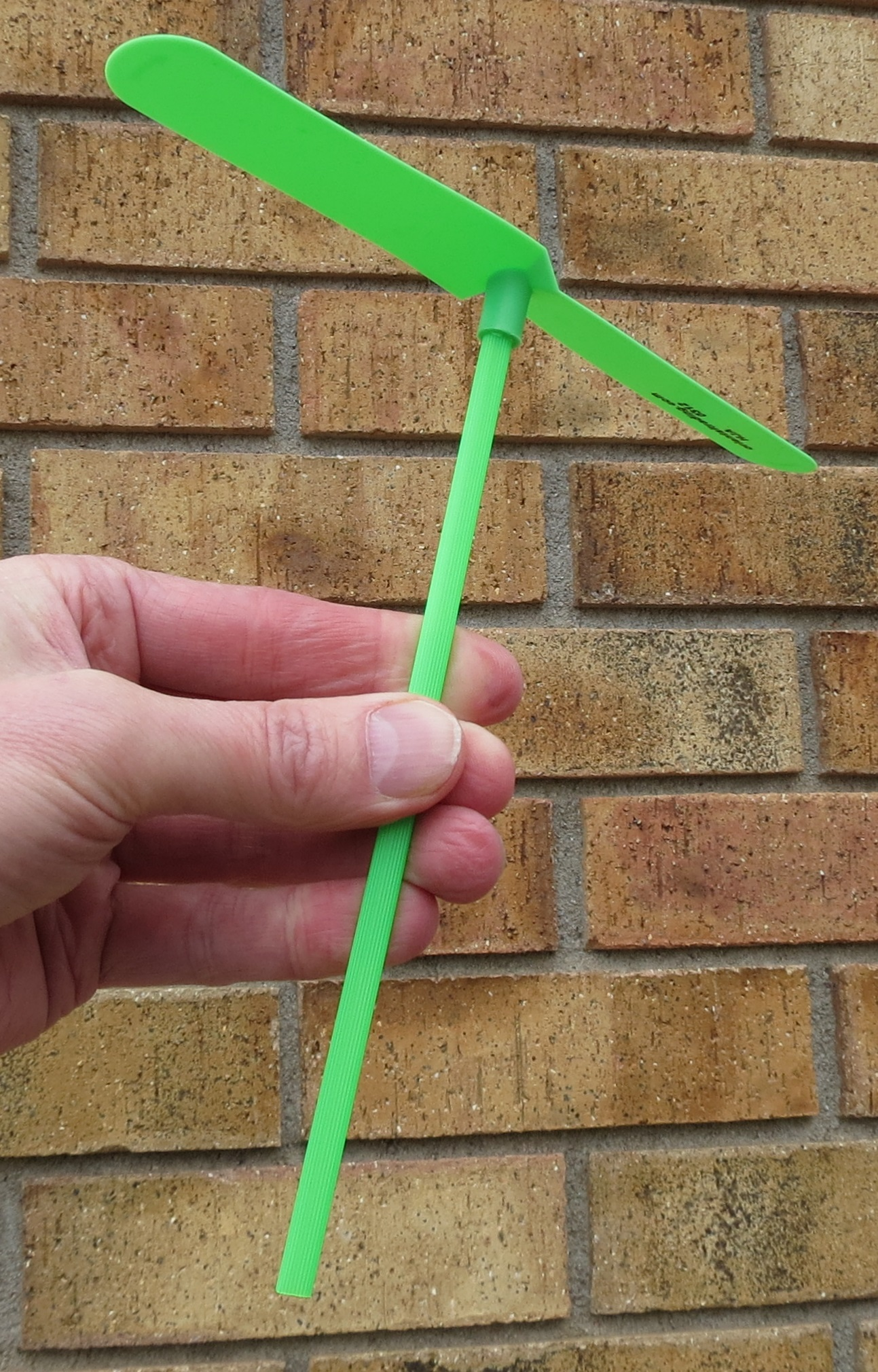
"Chinese top"

A forgószárnyas repülés első koncepciója a kínaiak nevéhez fűződik, amely az i.e. negyedik századra tehető. A  Helikopter alapötlete ‒ repülés a forgó vízszintes szárnyakkal vagy „rotorok” segítségével ‒ egy egyszerű találmány, melynek legkorábbi változata az úgynevezett „kínai pörgettyű” (Chinese top), amely állt egy botból végén egy rotorlapát, melyet gyorsan a kezeink között fel kellett pörgetni, így létrejött a felvonó erő, majd ennek eredményeként a levegőbe emelkedett és megjelent a repülés, amely még mindig él a mai különböző formákban.
A játék végül eljutott Kínából Európába festményeken, amely visszanyúlik egészen 1463-ig. Időben eljutottunk a reneszánsz korához, az egyetemes művészet egyik legnagyobb alakjához, Leonardo da Vincihez. A repülés kérdése is érdekelte, tanulmányozta a madarak röptének mechanizmusát, és számtalan rajz maradt utána különféle repülő szerkezetek terveiről.
1483-ban Leonardo da Vinci egy olyan szerkezetet tervezett, amely forgásba hozva a levegőbe emelkedik. Egyes szakértők úgy azonosították a légi járművet, mint a helikopter ősét.

## A helikopterek alkalmazásának története
A forgószárnyas légijárművek alkalmazásának története lényegében egyidős a helikopterek fejlődéstörténetével. Az Osztrák–Magyar Monarchiában, annak hadseregében Petróczy István javaslatára indult meg a PKZ kötött felderítő helikopterek fejlesztése.
Cierva C–30 jelzésű autogíróját már több haderő alkalmazta a második világháború előtt és alatt. A világháború kitörése előtt a francia haderőben már 52 darab – LeO C-30 típusú –, licenc alapján gyártott autogíró szolgált. A francia haditengerészetnek is volt nyolc gépe, melyek hajók felderítését végezték, és 1940. május végéig őrjáratoztak a La Manche-csatorna felett. A szovjet Vörös Hadsereg légierejébe 1941 nyarán vonult be az A-7-3a típusjelzésű autogíró, melynek „ősatyja” a de la Cierva-féle C-8 típus volt. Ezt a gépet a maga korában erős fegyverzete miatt joggal nevezhetjük az első fegyveres forgószárnyas légijárműnek.
Az amerikaiak 1944 áprilisában, Burmában hajtottak végre első alkalommal légi felderítést és kutató-mentő feladatot helikopterrel a kínai–burmai–indiai határ térségében. Egy R-4-es 1944. április 25-én három sebesült brit katonát és egy szövetséges pilótát mentett ki a japánok által megszállt területről, mintegy 250 kilométer mélységből. Ez akkor nagy tettnek minősült. De már előtte, ugyanazon év januárjában végrehajtották az első polgári mentőfeladatot is az Amerikai Egyesült Államokban. Ekkor egy gőzhajón történt robbanás sebesültjeinek szállítottak R–4 helikopterrel vérplazmát, ráadásul hóviharban.
Focke-Wulf 1939 közepére elkészítette az Fa-266 típus első példányát, melyet átkereszteltek Fa-223-ra. 1944 végén négyszáz gépes rendelést kapott a cég, a németek tömeges helikoptergyártása azonban nem sikerült, mert a szövetségesek bombatámadásai következtében az üzemek jelentős része elpusztult. 1945 elején egy szállítórepülő-század állományában volt még néhány Fa-223-as és Fi-282-es helikopter. A helikopterek szállító-, futár- és tüzérségi tűzhelyesbítő feladatokat láttak el.
Az Fa-223 típus egyik nevezetes harci alkalmazása az volt, amikor 1945 februárjában – Hitler utasítására – a körülzárt Breslauból ki kellett menekíteni Karl Hanke gaulaitert. A feladatot végrehajtó gép 16,5 óra alatt 1665 kilométert repült, és végrehajtotta a feladatot. Egy másik eset már magyar vonatkozású. A magyar királyi honvédség 210 mm-es lövegekkel felszerelt 103/2. ütege 1944 decemberében az Eperjestől keletre fekvő Galambos község mellett foglalt tüzelőállást. Az ütegnek nem állt rendelkezésére a magyar 102 kilogrammos repeszgránát, ezért a németek helyette ugyanolyan kaliberű, de fele akkora súlyú, olasz hajóágyú-lövedékeket szállítottak egy Fa-223-as helikopterrel.
Az 1950–1953 közötti koreai háborúban a katonai helikoptereket elsősorban a második világháborúban kialakult klasszikus feladatokra alkalmazták, de jelentősebb mennyiségben. Az eszközök alkalmazásának pozitív tapasztalatai alapján az Egyesült Államokban beindították a tömeges gyártást. A helikopterek katonai alkalmazása és fejlesztése szempontjából a legnagyobb impulzust a vietnámi háború tíz éve (1961–1971) adta.
Bár az előzőekből úgy tűnhet, mintha a helikopter csak katonai eszköz lenne, polgári alkalmazása is igen széles spektrumot takar.

## A forgószárnyasok osztályai

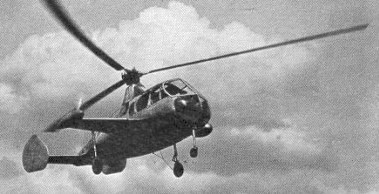
Gyrodyne

### Helikopter
A helikopter olyan forgószárnyas légijármű, amelynek rotorjait a repülés során a motor(ok) hajtja(k), hogy a helikopter függőlegesen felszálljon, lebeghessen, előre, hátra és oldalirányban repülhessen, valamint függőlegesen leszálljon. A helikopterek több különböző konfigurációval rendelkeznek egy vagy több fő rotorral.

#### Autogiro

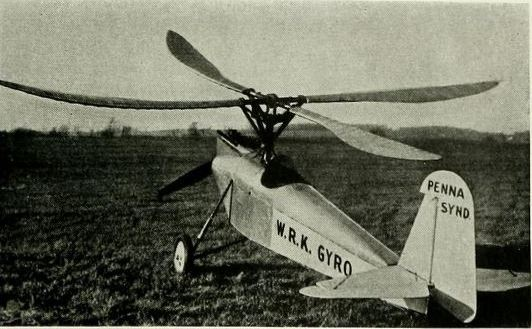
Autogyro

Az autogyro (más néven girokopter, giroszkóp vagy rotaplane) egy erőtlen rotort használ, amelyet aerodinamikai erők hajtanak végre autorotációs állapotban az emelés kifejlesztéséhez, és egy motorral hajtott légcsavart, hasonlóan a merevszárnyú repülőgépekéhez, hogy tolóerőt biztosítson. Bár megjelenésében hasonló a helikopter rotorjához, az autogyro rotorjának a forgórészben a forgórészben fel és átáramló levegőnek kell lennie ahhoz, hogy forgást generáljon.

##### Gyrodyne
A gyrodyne forgórészét általában a motorja hajtja felszálláshoz és leszálláshoz – úgy lebeg, mint egy helikopter –, az elülső repüléshez szükséges nyomaték- és meghajtással, amelyet egy vagy több, rövid vagy csonkszárnyra szerelt propeller biztosít. Ahogy a légcsavar teljesítménye növekszik, a rotornak kevesebb teljesítményre van szüksége az előretolt tolóerő biztosításához, ami csökkentett dőlésszöget és rotorlapát csapkodását eredményezi. Utazási sebességnél, amikor a tolóerő nagy részét vagy egészét a légcsavarok biztosítják, a rotor csak elegendő energiát kap a profilhúzás leküzdéséhez és az emelés fenntartásához. A hatás az, hogy egy rotoros jármű hatékonyabban működik, mint egy autogyro szabadonfutó rotorja az autorotációban, minimalizálva a helikopterek visszahúzódó pengemegállásának káros hatásait nagyobb légsebességgel.

###### Rotor sárkány
A rotor sárkány vagy gyroglider egy erőtlen forgószárnyú légijármű. Mint egy autogyro vagy helikopter, ez is egy vagy több rotorkészlet által létrehozott felvonóra támaszkodik a repüléshez. A helikopterrel ellentétben az autogyrosok és a rotor sárkányok nem rendelkeznek a rotorjaikkal hajtott motorral, de míg az autogyro-nak van egy előretolt tolóereje, amely előretolja a tolóerőt, amely tartja a rotor forgását, a rotor sárkánynak egyáltalán nincs motorja, és arra támaszkodik, hogy vagy egy másik repülőgépről szállítják és ledobják, vagy egy autó vagy hajó mögött a levegőbe vontatják.